# 铃木亚弥子
铃木亚弥子（日语：／ Suzuki Ayako，1987年3月14日—），日本女子羽毛球运动员。她曾代表日本参加2020年夏季残疾人奥林匹克运动会羽毛球比赛，获得女子SU5级单打银牌和女子SL3-SU5级双打铜牌。